# Cratere Yeska
Yeska  è un cratere sulla superficie di Venere.